# Söderhavstärna
Söderhavstärna (Onychoprion lunatus) är en fågel i familjen måsfåglar inom ordningen vadarfåglar som förekommer i Stilla havet.

## Kännetecken

### Utseende
Söderhavstärna är en medelstor (38 cm) tärna med mörkgrå ovansida. Adult fågel har svart hjässa med tydligt avgränsad vit panna och vitt ögonbrynsstreck som sträcker sig bakom ögat. Undersidan är vit, medan ovansidan är grå, något ljusare på manteln. Även stjärten är grå med vita yttre stjärtpennor. I sliten dräkt kan ovansidan verka brun, framför allt vingarna.
Utanför häckningstid har den tunna vita streck på främre delen av hjässan. Ungfågeln är vitstreckat på hela hjässan samt har breda vita fjäderspetsar på ovansidan, framför allt tertialer och stjärt. Lätet liknar sottärnans, men är ljusare. Arten är lik tygeltärnan, men är grå och inte svart ovan, har mindre vitt på stjärten, är renare vit under och har tunnare näbb. Från sottärnan skiljer den sig genom svartare hjässa än ovansida, att den vita pannan sträcker sig förbi ögat samt kortare vingar.

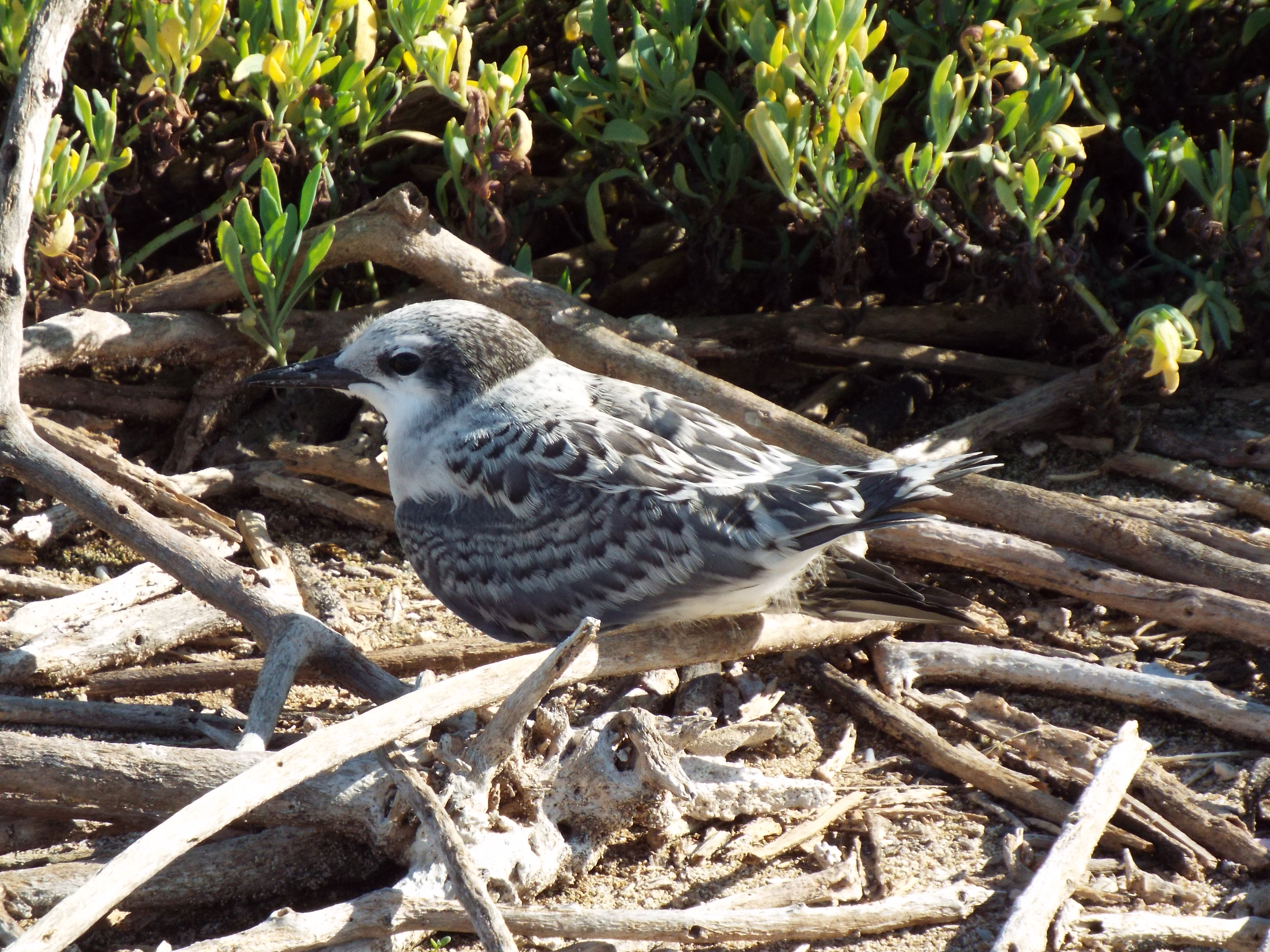
Ungfågel.

### Läten
Söderhavstärnans läten påminner om sottärnans, men är ljusare. På häckplats är den mycket ljudlig, med ett gnissligt "bee-doo-bee-doo" som det vanligaste lätet.

## Utbredning och systematik
Fågeln häckar på öar i tropiska Stilla havet, från Nordmarianerna österut genom Wake Island och norra Marshallöarna till Hawaiiöarna och söderut genom Phoenixöarna och Lineöarna till Fiji, därifrån vidare österut till Tuamotuöarna och Australöarna. Tidigare förekom den möjligen även på Påskön, möjligen också i Samoa och Sällskapsöarna. Den vandrar tillfälligt västerut till norra Moluckerna i Indonesien och har observerats tillfälligt i Japan.

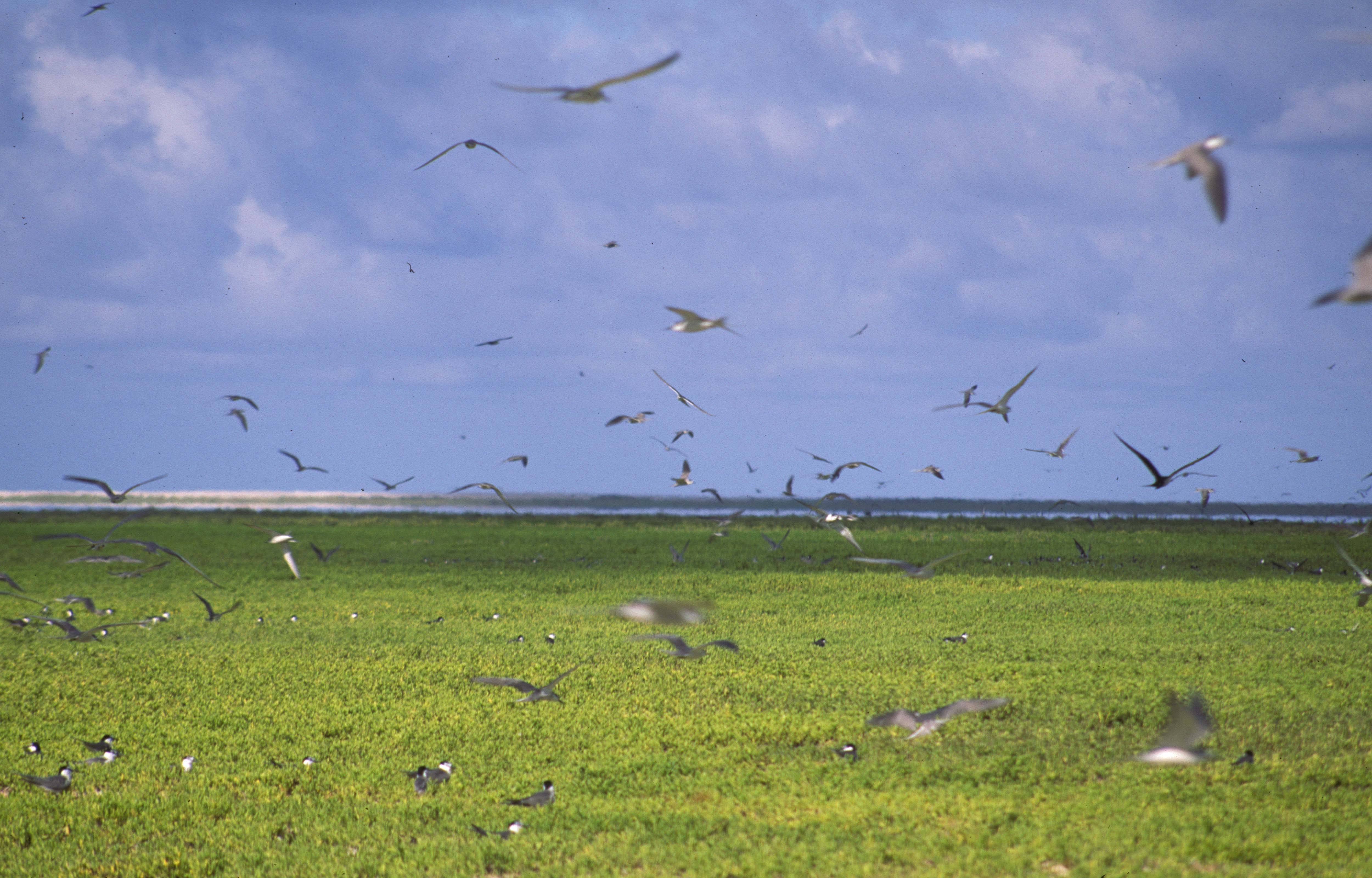

### Släktskap
Tidigare placerades sottärnan i släktet Sterna, men genetiska studier visar att det är parafyletiskt i förhållande till tärnorna i Chlidonias. Dess närmaste släktingar är sottärna, tygeltärna och beringtärna. Den behandlas som monotypisk, det vill säga att den inte delas in i några underarter.

## Levnadssätt
Söderhavstärnan häckar på låga havsklippor, sandstränder och på marken på korall- eller klippöar. Häckningsperioden är mycket utdragen och har noterats häcka året runt på vissa platser. Den livnär sig främst av småfisk som sillfiskar och flygfiskar, men även bläckfisk och tillfälligtvis också ödlor.

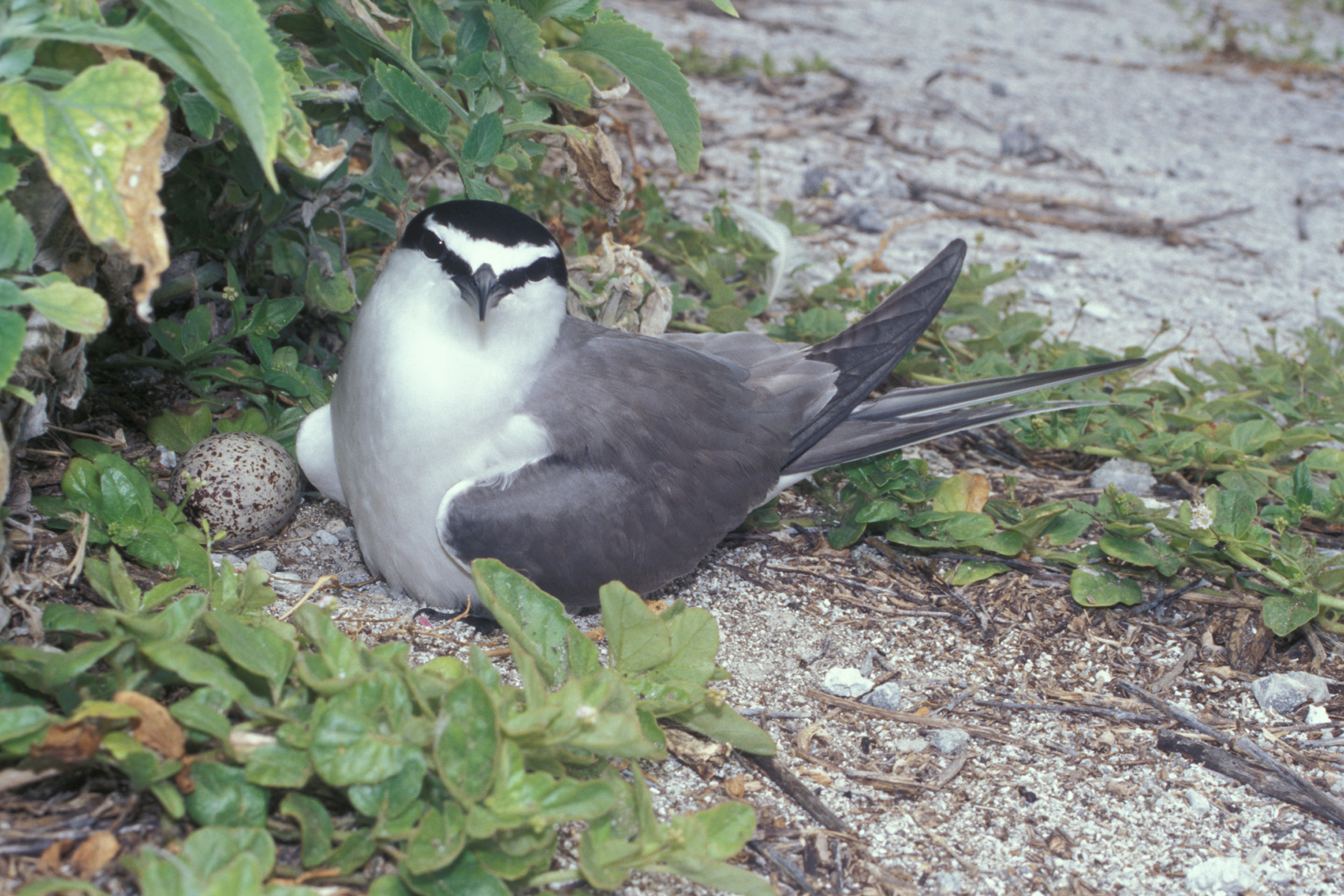
Söderhavstärna på bo.

## Status och hot
Arten har ett stort utbredningsområde och en stor population, men tros minska i antal, dock inte tillräckligt kraftigt för att den ska betraktas som hotad. Internationella naturvårdsunionen IUCN kategoriserar därför arten som livskraftig (LC). Världspopulationen uppskattas till mellan 100.000 och en miljon individer. Arten hotas av bopredation från brunråtta på Midway, Kure och andra öar.